# Jordi Roger
Jordi Roger Ceballos (nacido el 21 de enero de 1979 en Barcelona, España) es un entrenador de fútbol español.

## Trayectoria
Formado en el fútbol base de la UE Cornellà, se haría cargo del equipo juvenil y más tarde del primer equipo en el que trabajaría durante una década. Con el equipo juvenil lograría la clasificación para Copa de Campeones juvenil y tras coger las riendas del primer equipo en 2007, obtendría el título de campeón de Tercera División y lograría el ascenso a la Segunda División B de España en 2014.
Con la UE Cornellà disputaría una eliminatoria histórica de Copa del Rey contra el Real Madrid CF, lograría el título de campeón Copa Catalunya Absoluta y clasificarlo para disputar el play-off de ascenso a la Segunda División de España.
En la temporada 2018-19, se hace cargo de la Real Balompédica Linense de la Segunda División B de España. El 15 de diciembre de 2019, sería destituido debido a los malos resultados, siendo relevado por Antonio Calderón Burgos.
El 4 de agosto de 2020, firma por el Atlético Baleares de la Segunda División B de España.
El 9 de marzo de 2021, sería destituido como entrenador del Atlético Baleares y sería sustituido por su segundo entrenador Xavi Calm.
El 4 de mayo de 2021, regresa al Atlético Baleares para ser secretario técnico del equipo.
El 24 de mayo de 2022, tras la destitución de Eloy Jiménez, se hace cargo del Atlético Baleares en la Primera División RFEF.
En la temporada 2022-23, sería ratificado como entrenador para disputar la Primera División RFEF.
El 7 de diciembre de 2022, sería relevado al frente del Atlético Baleares, tras estar el equipo en zona de descenso tras la finalización de la jornada 15, con 17 puntos logrados con tres victorias, ocho empates y cuatro derrotas. Jordi seguiría ejerciendo sus funciones en la Secretaria Técnica del club.
El 28 de marzo de 2024, deja de ser secretario técnico del Atlético Baleares de la Primera División RFEF y es relevado por Marc Julià.

## Clubes

### Como entrenador
| Club                                   | País   | Año       |
| -------------------------------------- | ------ | --------- |
| UE Cornellà                            | España | 2007-2018 |
| Real Balompédica Linense               | España | 2018-2019 |
| Atlético Baleares                      | España | 2020-2021 |
| Atlético Baleares (Secretario Técnico) | España | 2021-2024 |
| Atlético Baleares                      | España | 2022      |